# Суслов, Иван Михайлович
Суслов Иван Михайлович (6 июня 1914 — 1982) — советский офицер, участник итальянского движения Сопротивления в годы Второй мировой войны, командир взвода русского батальона.

## Биография
Родился 6 июня 1914 года в селе Талая (на территории современного Юргинского района Кемеровской области). Кроме Ивана в семье появилось на свет ещё одиннадцать детей, но все умирали в младенчестве. Отца арестовали по линии НКВД за то, что дал сена соседнему колхозу, где от голода погибала скотина. В 1932 году Иван закончил шесть классов Юргинской средней школы.

### Военная служба и пленение
В 1934 году призван Болотинским РВК и зачислен в 72 железно-дорожный полк войск НКВД. В 1936 году в звании командир взвода 41 стрелкового полка войск НКВД уволен в запас. Призван по мобилизации Асиновским РВК в августе 1938 года. С сентября 1939 года находился в составе 735 стрелкового полка в должности помощника командира взвода.
735 стрелковый полк на момент начала войны входил в состав 166 стрелкой дивизии. 22 июня 1941 года дивизия находилась в летних лагерях под Юргой. В ночь на 30 июня 1941 года части и подразделения 166-й стрелковой дивизии разгрузились на железнодорожных станциях западнее Вязьмы.166-я стрелковая дивизия (1-го формирования). Здесь 19 декабря 1941 года в одном из боёв оказались в окружении. Иван Суслов отбивался до последнего боеприпаса. Прошедший рядом танк зацепил часть мягкой ткани на ноге. Попал в плен. Прошёл несколько лагерей. Несколько побегов из неволи оказались неудачными.

### В Италии
В 1943 году Суслов был переправлен в Италию в концентрационный лагерь Сассуоло на строительство оборонительной «Готской линии». Переданная вольным итальянцем листовка от офицера Красной армии Владимира Переладова, бывшего военнопленного, укрепила желание пробраться к партизанам. Возглавил группу из десяти человек для побега. Попал в партизанский отряд, действовавший в горных районах провинции Модена.
Уже на третий день после побега принимал активное участие в делах партизанского отряда. Став верным помощником командира русского передового батальона В. Я. Переладова, зарекомендовал себя как один из самых храбрых, находчивых и дисциплинированных партизан — гарибальдийцев. В сложных ситуациях принимал наиболее правильные решения, от осуществления которых зависел успех боевой операции всего отряда. Принимал активное участие во взятии важного стратегического объекта Монтефьорино. Одним из первых ворвался в крепость Рокка ди Монтефьорино, собственноручно водрузил знамя. В ноябре по приказу командования отряд прорвался через линию фронта к городу Барга, где находились американские войска.

### После войны
15 апреля 1945 года вернулся в СССР, где некоторое время провёл в фильтрационных лагерях для выяснения обстоятельств его пребывания в плену. Вернулся в Сибирь. Вместе с семьёй поселился в посёлке Рейд Асиновского района Томской области. До пенсии работал на сплаве леса. Каждую весну, имея богатый опыт минирования, выполнял работу подрывника. Пользуясь заслуженным авторитетом среди рабочих комбината, неоднократно избирался депутатом местного Совета. Был награждён почётной грамотой за добросовестное отношение к работе. Отец четырёх дочерей.

## Оценки и мнения
Волжанин Василий Топорков, сибиряк Иван Суслов, харьковчанин Михаил Алмокаев — вот те советские воины, которые составили костяк русской группы, выросшей сначала в отряд, а затем и в батальон. (…)
 Сибиряк Иван Михайлович Суслов в партизанском батальоне был личностью заметной, одним из немногих командиров отряда, имевших среднее военное образование. Отличался он от других тем, что у него, как говорят, была жилка настоящего строевого офицера. Он очень любил проводить строевые занятия, и это у него получалось отменно… Но главная отличительная черта этого человека состояла в том, что он умел быстро принимать решения в сложной боевой обстановке, ему помогали большая личная храбрость и находчивость… Почти в каждом приказе по батальону И. М. Суслову объявлялась благодарность (высшее поощрение среди итальянских и советских партизан в то время) за образцовое выполнение приказов и проявленную при этом личную храбрость и мужество. (…)
 Когда я посылал партизан во главе с И. М. Сусловым на выполнение любой боевой операции, то всегда верил, что эта операция, как бы она не была сложна и опасна, будет выполнена самым наилучшим образом. (…)
Мне однажды довелось побывать на Асиновском лесопромышленном комбинате. Рядом с конторой в глаза бросились написанные маслом шесть больших портретов передовиков производства. Шесть человек из пятитысячного коллектива. И среди них Иван Михайлович Суслов. (…)
 С кем бы я ни разговаривал, интересуясь послевоенной жизнью И. М. Суслова, все отмечали удивительное трудолюбие и талант этого человека — в любом деле.В. Переладов. «О чём не говорилось в сводках». М., 1962.

## Награды и звания
- Орден_Отечественной_войны I степени
- Медаль «За победу над Германией в Великой Отечественной войне 1941—1945 гг.»
- Медаль «Гарибальди» (1966)

Почетный гражданин города Асино.

## Память
В Музее боевой славы 370-й стрелковой дивизии хранятся фотографии, копии документов и воспоминания дочерей И. М. Суслова.